# Lúcio Minício Rufo
Lúcio Minício Rufo (em latim: Lucius Minicius Rufus) foi um senador romano eleito cônsul em 88 com imperador Domiciano. Ele conhecido principalmente por sua amizade com o filósofo e taumaturgo Apolônio de Tiana.

## Carreira
Sabe-se que Rufo foi governador da Bitínia e Ponto entre 82 e 83 e depois foi sorteado para governar a Gália Lugdunense entre 83 e 87. Logo depois foi eleito cônsul com o imperador.
Apesar desta carreira promissora, Rufo, juntamente com Sérvio Cornélio Cipião Salvidieno Órfito caíram em desgraça. Segundo Filóstrato, Apolônio de Tiana viajou até Roma para defendê-lo no Senado.